# Martine Mergen
Martine Mergen, née le 30 août 1956 à Luxembourg (Luxembourg), est un médecin et une femme politique luxembourgeoise, membre du Parti populaire chrétien-social (CSV).

## Biographie

### Formation
Après avoir obtenu son baccalauréat, Martine Mergen poursuit ses études à l'Université de médecine de Vienne. Elle réside douze ans en Autriche et fonde une famille avant de revenir au Luxembourg. 

### Carrière professionnelle
D'abord médecin généraliste dans un cabinet avec son mari, elle postule pour intégrer l'équipe des urgences au Centre hospitalier de Luxembourg (CHL). Elle dirige ce service pendant de nombreuses années jusqu'à son entrée en fonction en tant que députée à la Chambre. 
À la fin de son mandat de parlementaire, elle exerce à la fois comme médecin dans le service des urgences au CHL et comme médecin à la prison de Schrassig,.

### Parcours politique
Membre du parti chrétien-social depuis 1983, c'est lors des élections communales de 1999 que Martine Mergen est élue pour la première fois au conseil communal de la ville de Luxembourg. Peu avant les communales de 2005, elle est nommée échevine de la capitale à l'éducation puis elle renouvelle sa fonction de conseillère communale après les élections.
À la suite de la nomination de Claude Wiseler dans le gouvernement dirigé par Jean-Claude Juncker en tant que ministre de la Fonction publique et de la Réforme administrative et ministre des Travaux publics, Martine Mergen fait son entrée au sein de la Chambre des députés et prête serment en date du 3 août 2004. Elle représente le CSV dans la circonscription du Centre. Réélue aux législatives de 2009, elle se place en 6e position dans sa circonscription et devient par la suite vice-présidente de sa fraction parlementaire. Bien qu'elle ne soit pas réélue aux législatives anticipées d'octobre 2013 et étant donné que Tessy Scholtes refuse de prendre le siège du député Luc Frieden, elle est finalement désignée comme son successeur.
Spécialiste en matière de santé et de sécurité sociale, elle participe entre autres à de nombreux projets de collaboration avec les pays dans le Sud de la Méditerranée en tant que déléguée luxembourgeoise à l'Assemblée parlementaire euro-méditerranéenne (Euromed) de juillet 2009 à novembre 2010 et à l'Assemblée parlementaire de l'Union pour la Méditerranée (APUPM) de décembre 2010 à octobre 2013.

## Décoration
- Officier de l'ordre de la Couronne de chêne[5] (Luxembourg, 2014)